# Blæresmælde
Blæresmælde (Silene vulgaris) er en 15-50 cm høj urt, der vokser på tørre overdrev, skrænter og vejkanter.

## Beskrivelse
Blæresmælde er en flerårig urt med en opstigende vækst. Stænglerne er glatte og blåduggede. Bladene er modsatte og æg- til linjeformede med hel rand. Over- og undersiderne er lyst grågrønne og blåduggede. Blomstringen sker i juni-august, hvor man ser blomsterne samlet i endestillede gaffelkvaste. De enkelte blomster er nikkende med et opblæst bæger og hvide, todelte kronblade. Frugterne er kapsler, som rummer mange frø.
Rodsystemet består af en lodret jordstængel med en grov pælerod, som bærer nogle få, grove siderødder.
Højde x bredde og årlig tilvækst: 0,30 x 0,20 m (30 x 20 cm/år).

## Voksested
Blæresmælde er udbredt i Nordafrika, Mellemøsten, Kaukasus, Centralasien, Sibirien, Østasien og på det Indiske subkontinent. I Europa er den almindelig overalt, herunder også i Danmark. Den er knyttet til lysåbne til halvskyggede voksesteder med en tør eller kun tidvis fugtig jord, der neutral eller kalkrig, men fattig på kvælstof.
Ved Øer nær Ebeltoft vokser den sammen med bl.a. alm. knopurt, bjergrørhvene, bugtet kløver, engelsk visse, gul snerre, hedelyng, krybende potentil, liden skjaller, rundbælg, rød svingel, spids øjentrøst, storblomstret brunelle og vild gulerod.

## Brug
De unge skud kan spises rå, og har en delikat ærtesmag. De ældre blade spises tilberedt, for eksempel kogte. Bruges især i landene omkring Middelhavet.
| Portal | Portal:Botanik |

## Note
1. ↑  Egne iagttagelser, Sten Porse
2. ↑  "Arkiveret kopi". Arkiveret fra originalen 25. oktober 2020. Hentet 4. december 2020.